# Katagiri Katsumoto
Katagiri Katsumoto est un nom japonais traditionnel ; le nom de famille (ou le nom d'école), Katagiri, précède donc le prénom (ou le nom d'artiste).
Katagiri Katsumoto (片桐 且元, né en 1556 et mort le 24 juin 1615) est un daimyo (seigneur féodal) de l'époque Azuchi Momoyama et du début de l'époque d'Edo.
Après la bataille de Shizugatake en 1583, Katagiri Katumoto devient l'une des « sept lances de Shizugatake », c'est-à-dire l'un des généraux les plus proches de Toyotomi Hideyoshi.

## Biographie
Katsumoto est issu d'un ancien clan de samouraïs à l'histoire longue et distinguée. Au début de l'époque médiévale, le clan Katagiri est au service de la famille Minamoto, chef traditionnel des samouraïs qui fournit les premiers shoguns et leur gouvernement et dirige la partie la plus méridionale de la région de Shinano pendant près de cinq cents ans.
Malgré sa lignée et le début prometteur à Shizugatake, l'ascension de Katsumoto sous Toyotomi Hideyoshi est relativement lente, par rapport à ses collègues « sept lances » dont Katō Kiyomasa et Fukushima Masanori. Plus samouraï de cour plutôt que guerrier comme le sont Katō et Fukushima, Katsumoto est maintenu dans la région d'Osaka, la capitale de facto du Japon sous la famille Toyotomi, et ses possessions sont situées dans la région d'Ibaraki au nord (où se trouve aujourd'hui une petite statue de bronze).
Après la bataille de Sekigahara, en 1600, qui suit la mort de Hideyoshi, Katsumoto est nommé chambellan de la maison Toyotomi dont la fortune, avec un nourrisson (Hideyori), fils unique de Hideyoshi, comme chef de la dynastie, devient de plus en plus précaire face au puissant et ambitieux Tokugawa Ieyasu.
Pendant les quinze années qui suivent, Katsumoto cherche à négocier un compromis entre l'impitoyable Ieyasu qui a déjà décidé de détruire une fois pour toutes la dynastie de son ancien maître et n'attend que le bon moment pour agir d'une part, et la têtue et arrogante Yodo-Dono, la mère du jeune Hideyori, qui est désespérément hors de contact avec la nouvelle domination des Tokugawa de l'autre.
De plus en plus soupçonneux relativement à la loyauté de Katsumoto, Yodo-Dono le bannit enfin du château d'Osaka ce qui a directement pour conséquence le siège d'Osaka (1614-1615) par l'armée d'Ieyasu forte de 200 000 hommes. L'été suivant, la famille Toyotomi est anéantie avec la mère et le fils qui se suicident dans le château en feu.
Le rôle précis de Katsumoto dans toute cette saga n'est pas clair. Cependant, son angoisse, compréhensible, est plus tard dramatisée dans le théâtre kabuki où Katsumoto représente une figure tragique dans le moule de Hamlet. Dans la pièce Kiri-hitoha de Tsubouchi Shoyo, qui décrit la chute de la maison de Toyotomi, Katsumoto, le personnage principal, est un fidèle serviteur avec de bonnes intentions et un sens aigu de la réalité mais impuissant, pris qu'il est dans le tourbillon d'une lutte dynastique. Au point culminant de la pièce, Katsumoto déplore fameusement que le destin a finalement rattrapé la maison de Toyotomi. La pièce, qui est peut-être la meilleure œuvre de kabuki moderne écrite sans doute par le meilleur dramaturge du Japon moderne (publiée en 1894-1895, première mise en scène en 1904), fait de Katagiri Katsumoto un nom familier et reste l'une des plus fameuses et plus populaires pièces de kabuki moderne.
Katsumoto meurt seulement vingt jours après la chute du château d'Osaka pour des raisons inconnues, bien que la rumeur de seppuku soit récurrente. Bien que sa lignée s'éteigne plus tard au cours du XVIIe siècle, le frère cadet de Katsumoto et sa famille maintiennent le nom de Katagiri et sa position en tant que daimyo. Leurs descendants sont anoblis en 1884 et conservent le titre de vicomtes jusqu'en 1946 lorsque le système kazoku est aboli.
Quant à l'histoire de la famille Katagiri en tant que daimyo et leurs ancêtres du clan Katagiri qui dure environ de 1100 à 1582 dans la région de Shinano, voir le lien ci-dessous (en japonais).

## Source de la traduction
- (en) Cet article est partiellement ou en totalité issu de l’article de Wikipédia en anglais intitulé « Katagiri Katsumoto » (voir la liste des auteurs).